# Artjom Jurjewitsch Nytsch
Artjom Jurjewitsch Nytsch (russisch Артём Юрьевич Ныч, englische Transkription Artem Nych; * 21. März 1995 in Kemerowo) ist ein russischer Radrennfahrer, der auf der Straße aktiv ist.

## Sportlicher Werdegang
Nach einem Jahr im Nachwuchsteam Russian Helicopters wurde Nytsch 2015 Mitglied im russischen UCI Professional Continental Team RusVelo, bei dem er bis 2022 einen Vertrag hatte. Während dieser Zeit wurde er 2015 russischer U23-Meister im Straßenrennen, 2021 gewann er sich den Titel in der Elite. International erreichte er selten eine Top-10-Platzierung und blieb ohne zählbaren Erfolg.
Nachdem dem Team Gazprom aufgrund des Russischen Überfalls auf die Ukraine durch die UCI die Lizenz entzogen wurde, blieb Nytsch für den Rest der Saison 2022 ohne Team. Zur Saison 2023 wurde er Mitglied im portugiesischen UCI Continental Team Sabgal/Anicolor, mit dem er fast ausschließlich an Rennen in Portugal teilnimmt und regelmäßig Podiumsplatzierungen einfährt. Bei internationalen Rennen gewann er 2023 die Gesamtwertung des GP Beiras e Serra da Estrela. In der Saison 2024 gewann er erneut die Rundfahrt, im weiteren Verlauf der Saison sicherte er sich mit zwei Etappenerfolgen auch die Gesamtwertung der Portugal-Rundfahrt.

## Erfolge
2014
- Nachwuchswertung Tour of Szeklerland

2015
- Russischer Meister – Straßenrennen (U23)

2021
- Russischer Meister – Straßenrennen

2023
- Gesamtwertung GP Beiras e Serra da Estrela

2024
- Gesamtwertung und eine Etappe GP Beiras e Serra da Estrela
- Gesamtwertung und zwei Etappen Portugal-Rundfahrt

2025
- Portugal-Rundfahrt